# Rio Quebra-Perna (Ponta Grossa)
O rio Quebra-Perna é um curso de água que banha a região do Parque Estadual de Vila Velha, no município de Ponta Grossa, no estado do Paraná. É afluente do rio Guabiroba e pertence à bacia do rio Tibagi.